# الموسوعة الوطنية السويدية
الموسوعة الوطنية (بالسويدية: Nationalencyklopedin) ومختصرها (NE) هي موسوعة شاملة معاصرة باللغة السويدية أنشئت بدعم مقداره 17 مليون كرونة سويدية من الحكومة السويدية عام 1980 ثم أعيد الدعم مرة أخرى في كانون الأول عام 1990. النسخة المطبوعة تتكون من 20 مجلدا تحتوي على 172000 مقالة، أما النسخة المنشورة على الإنترنت فتحتوي على 260000 مقالة (الاحصائية حسب حزيران 2005).

## روابط خارجية
- Nationalencyklopedin - الموقع الرسمي (باللغة السويدية)